# 大船渡市立大船渡小学校
大船渡市立大船渡小学校（おおふなとしりつおおふなとしょうがっこう）は、岩手県大船渡市大船渡町にある公立小学校。

## 沿革
- 1873年（明治6年）7月 - 大船渡小学校として創立[1]。
- 1886年（明治19年）5月 - 下船渡小学校を統合。「大船渡尋常小学校」に改称し、現在地に移転[1]。
- 1898年（明治31年）9月 - 平屋建ての校舎を落成[1]。
- 1912年（明治45年）4月 - 高等科を併設し、「大船渡尋常高等小学校」に改称[1]。
- 1923年（大正12年）5月 - 校地と校庭を拡張。木造2階建ての新校舎を落成[1]。
- 1941年（昭和16年）4月 - 国民学校令により、「大船渡国民学校」に改称[1]。
- 1947年（昭和22年）4月 - 学制改革により、「大船渡町立大船渡小学校」に改称[1]。
- 1952年（昭和27年）4月1日 - 市制施行に伴い所在地が大船渡市大船渡町となり、「大船渡市立」に改称[1]。
- 1958年（昭和33年）3月 - 鉄骨造の体育館を落成[2]。
- 1960年（昭和35年）9月 - ユニセフによるミルク給食を開始[2]。
- 1965年（昭和40年）3月 - 鉄筋コンクリート造3階建ての校舎を増築（18教室分）[1]。
- 1968年（昭和43年）1月 - 完全給食を開始[2]。
- 1973年（昭和48年）
  - 4月 - 本校を、2校へ分離決定[1]。
  - 11月 - 創立100周年記念式典を挙行[2]。
- 1974年（昭和49年）3月 - 大船渡北小学校（大船渡市大船渡町）として分離独立[1]。
- 1978年（昭和53年）
  - 3月 - 鉄筋コンクリート造3階建ての校舎と、倉庫を落成[3]。
  - 11月 - 校舎を増築（鉄筋コンクリート造3階建て）[3]。
- 1997年（平成9年）8月 - 耐震補強工事を施し、コンピュータ室を設置[1]。
- 1998年（平成10年）3月 - 東側校舎を増築（鉄筋コンクリート造3階建て）[1][3]。
- 2003年（平成15年）12月 - プールとプール機械室を落成[2][3]。
- 2007年（平成19年）2月 - 鉄骨造の体育館を落成[3]。
- 2011年（平成23年）3月11日 - 東日本大震災による津波で、校舎1階の高さ2mまで浸水[4]。
- 2012年（平成24年）3月 - 被災施設を復旧[2]。
- 2015年（平成27年）8月 - トイレを洋式化[2]。
- 2017年（平成29年）7月12日 - 大船渡中学校と合同で、地震・津波を想定した避難訓練を実施[4]。
- 2018年（平成30年）8月 - 緊急避難階段を設置[2]。
- 2020年（令和2年）2月 - 教室にエアコンを導入[2]。

## 東日本大震災発生時の対応
2011年3月11日に東日本大震災が発生し、児童らは校庭に避難していたが、更に高台にある大船渡中学校（標高68m）まで二次避難し、その夜は全ての教職員と共に大船渡中学校体育館で過ごした。その後、大船渡町内6カ所の避難所や自宅・親戚等の家を訪ねて児童の安否確認を行い、4日後に268名の全員無事を確認できた。

## 学区
- 大船渡市大船渡町
  - 明神前、田中、川原、須崎、北笹崎、南笹崎、浜町、永沢、宮ノ前、下船渡
  - 平一区 - 三区
  - 明神前団地、野々田団地

出典：

## 学校目標

### 目指す児童像
- 思いやる「徳：誠実」
- 考える「知：勤勉」
- 鍛える「体：健康」

出典：

## 付属施設
主な施設のみ掲載。
- 体育館（1,116 m2[3]）- 校舎と渡り廊下で接続
- 校庭
- 屋外プール

## 児童・学級数
2006年度以降の児童数と学級数を掲載。
| 年度                                          | 児童数 | 増減 | 学級数 | 増減 | 出典   | 備考             |
| --------------------------------------------- | ------ | ---- | ------ | ---- | ------ | ---------------- |
| 2006（平成18）年度                            | 329(3) |      | 13(1)  |      | [ 6 ]  |                  |
| 2007（平成19）年度                            | 297(1) | －32 | 13(1)  | 0    | [ 7 ]  |                  |
| 2008（平成20）年度                            | 297(2) | 0    | 13(1)  | 0    | [ 8 ]  |                  |
| 2009（平成21）年度                            | 275(3) | －22 | 12(1)  | －1  | [ 9 ]  |                  |
| 2010（平成22）年度                            | 269(3) | －6  | 12(1)  | 0    | [ 10 ] | 東日本大震災発生 |
| 2011（平成23）年度                            | 241(2) | －28 | 11(1)  | －1  | [ 11 ] |                  |
| 2012（平成24）年度                            | 213(6) | －28 | 11(2)  | 0    | [ 12 ] |                  |
| 2013（平成25）年度                            | 205(9) | －8  | 11(2)  | 0    | [ 12 ] | 創立140周年      |
| 2014（平成26）年度                            | 190(6) | －15 | 10(2)  | －1  | [ 12 ] |                  |
| 2015（平成27）年度                            | 175(6) | －15 | 9(2)   | －1  | [ 12 ] |                  |
| 2016（平成28）年度                            | 154(4) | －21 | 8(2)   | －1  | [ 12 ] |                  |
| 2017（平成29）年度                            | 159(6) | 5    | 8(2)   | 0    | [ 12 ] |                  |
| 2018（平成30）年度                            | 151(4) | －8  | 8(2)   | 0    | [ 12 ] |                  |
| 2019（令和元）年度                            | 143(3) | －8  | 8(2)   | 0    | [ 12 ] |                  |
| 2020（令和2）年度                             | 139(4) | －4  | 8(2)   | 0    | [ 12 ] |                  |
| 2021（令和3）年度                             | 150(6) | 11   | 8(2)   | 0    | [ 12 ] |                  |
| 2022（令和4）年度                             | 157(6) | 7    | 8(2)   | 0    | [ 13 ] |                  |
| ※児童数・学級数内の（）は特別支援児童・学級数 |        |      |        |      |        |                  |

## 進学先の中学校
- 大船渡市立大船渡中学校（大船渡市大船渡町）[5]

## アクセス
国道45号沿い、大船渡市街地の南に位置している。

### バス
- JR大船渡線BRT・三陸鉄道リアス線盛駅より岩手県交通碁石線で、「大船渡小学校前」バス停下車[14]。
  - JR大船渡線BRT大船渡駅前及び細浦駅前からも乗車可能。

### 自動車
- 三陸沿岸道路 - 大船渡碁石海岸ICから約6分。

## 周辺
- ツルハドラッグ 大船渡笹崎店
- 国道45号
- 東北労働金庫 大船渡支店
- 南笹崎地域公民館